# 皇帝马克西米利安一世肖像
《皇帝马克西米利安一世肖像》是德意志文艺复兴艺术家 阿尔布雷希特·丢勒的一幅油画，绘制于 1519 年，是皇帝马克西米利安一世 的肖像，现藏于奥地利维也纳艺术史博物馆。